# Madison Wilson
Madison Maree „Madi“ Wilson OAM (* 31. Mai 1994 in Roma, Queensland) ist eine australische Schwimmsportlerin.

## Karriere
Bei der Sommer-Universiade 2013 gewann Wilson über 200 m Rücken die Goldmedaille und wurde Dritte über 50 und 100 m Rücken. Sie gewann in den Staffelwettbewerben mit dem australischen Schwimmteam bei den Kurzbahnweltmeisterschaften 2014 in Doha in Katar zwei Medaillen: eine Silbermedaille über 4 × 100 m Lagen und eine Bronzemedaille über 4 × 200 m Freistil.
Bei den Weltmeisterschaften 2015 in Kasan in Russland gewann Wilson drei Medaillen: eine Goldmedaille als Mitglied der siegreichen australischen Schwimmstaffel über 4 × 100 Freistil, eine Silbermedaille über 100 m Rücken und eine Bronzemedaille im Staffelwettbewerb über 4 × 100 m Lagen.
Bei den Olympischen Sommerspielen 2016 startete Wilson im Vorlauf für die australische Schwimmmannschaft im Staffelwettbewerb über 4 × 100 m Freistil, die im Finale mit olympischem Rekord die Goldmedaille gewann, und im Einzelwettbewerb über 100 m Rücken, dessen Finale sie als Achte beendete.
Für ihre Verdienste um den Sport als Goldmedaillengewinnerin bei den Olympischen Spielen 2016 wurde sie 2017 mit der Medaille des Order of Australia ausgezeichnet.